# エキサイトマッチ〜世界プロボクシング
エキサイトマッチ（EXCITE MATCH）は、WOWOWで放送中のプロボクシング中継番組、1991年のWOWOW開局以来続く長寿番組である。番組開始以来、放送時間帯は何度か変更されているが現在は毎週月曜21時からWOWOWライブで放送している(かつては月曜20時、日曜19時などの時間帯で放送していた）。WOWOWプラスにて再放送もされる。

## 概要
WOWOW開局前の試験放送の目玉としてマイク・タイソンの試合を中継したのがエキサイトマッチの始まりで、以来アメリカで行われた試合を中心に世界各地の試合を毎週2〜3試合放送している。基本的に現地で試合が行われた実際の日から1〜2か月遅れてエキサイトマッチで放送しているが、タイソンやオスカー・デ・ラ・ホーヤ、マニー・パッキャオ、フロイド・メイウェザー・ジュニアなどスター選手が登場するビッグマッチは「エキサイトマッチスペシャル」として生中継で放送している（WOWOWプライムでの放送になる場合もある）。試合が行われた現地の映像をそのまま放送している為、ノイズや雑音が混じる事もある。現地の実況をジョー小泉が即座に翻訳するのも、この番組ならではである。現役・元ボクサーがスペシャルゲストとしてスタジオに登場する事もある。
井上尚弥を育てた大橋秀行によると、当番組の功績は非常に大きく、当番組で中継を観た選手やトレーナーたちが世界の一流の技術を見て学んだことで、放送開始からの30年間で日本人選手のレベルが飛躍的に向上したという。
初期の頃はヘナロ・エルナンデス、八尋史朗、葛西裕一らが出場する帝拳プロモーション主催の日本国内興行も中継していた（2000年11月の日本フェザー級タイトルマッチ・木村鋭景対カズ有沢の一戦も帝拳プロモーションの主催ではないが地上波での放送が無かったため、録画で後日放送した）。現在も帝拳プロモーションに所属している選手の海外試合であればほぼ放送しており、帝拳プロモーションに所属していない日本人選手であっても大きめの海外試合であれば放送することがあり、特に注目度の高い試合はエキサイトマッチスペシャルとして生中継される場合もある。日本国内ジム（緑ジム）所属選手として初の世界ヘビー級王座挑戦となったオケロ・ピーター（MG・ピーター）の試合も放送した。
2010年10月24日の西岡利晃VSレンドール・ムンロー戦では日本ボクシング中継初となる3Dで中継。3D、ウルトラスーパースロー、天井カメラなど計16台のカメラで中継し、3Dカメラの他に、2Dカメラで撮影した映像をリアルタイムで3D変換できるカメラを導入して3D中継した。世界戦における3D生中継は日本初だった。
2011年12月、スーパーミドル級トーナメントのSuper Six World Boxing Classicを予選から準決勝まで全ての試合を放送していたが、決勝戦となったアンドレ・ウォードVSカール・フローチは未放送。
2013年5月5日、放送開始から1000回目の放送を迎え、記念番組「ボクシング忘れられない瞬間ベスト100」を放送。
2013年10月6日、事前にウラジミール・クリチコVSアレクサンデル・ポベトキンは生中継で放送すると宣伝されていたが、試合当日のスタジオでディレイ放送に変更されることが告知された。
2013年10月13日、WOWOWメンバーズオンデマンドでティモシー・ブラッドリーVSファン・マヌエル・マルケスを生中継、WOWOWメンバーズオンデマンドでボクシングの試合が生中継されるのは初となった。
2013年11月10日の山中慎介対アルベルト・ゲバラ戦では、ネット配信で視聴者が10台のカメラから好みの角度で3〜4台を選べるという「マルチアングル配信」を採用。
2019年11月9日のWBSSバンタム級決勝戦井上尚弥VSノニト・ドネアは同日21時からディレイ放送された。
2019年12月7日、サウジアラビアディルイーヤにあるディルイーヤ・アリーナで行われたアンディ・ルイス・ジュニア 対 アンソニー・ジョシュア第2戦は当初日本でもDAZNで配信予定だったが、急遽WOWOWで放送する事になった。
2021年12月19日、14日に行われたWBA・IBF世界バンタム級タイトルマッチ、井上VSアラン・ディパエンをエキサイトマッチスペシャルとして録画放送した。以降も井上や中谷潤人の試合を中心に国内で開催されたビッグマッチ（主にAmazon Prime VideoやLeminoでライブ配信された世界タイトルマッチ）をエキサイトマッチスペシャルとして適宜録画放送している。
2018年にDAZN、2022年にU-NEXT、2024年にNetflixが相次いで海外ボクシングの生中継に参入したため、WOWOWでの生中継は減少しているが、DAZNとU-NEXT（日本国内興行のみ）の2プラットフォームで生中継された試合を当番組でも放送する場合がある（一例として2022年6月11日（日本時間）にDAZNで配信されたWBA世界ライトフライ級王座統一戦、京口紘人対エステバン・ベルムデスを8月1日の当番組で放送）。
2025年7月26日、マディソン・スクエア・ガーデン内にあるフールー・シアターで行われたザンダー・ザヤス対ホルヘ・ガルシアのWBO世界スーパーウェルター級王座決定戦を持ってWOWOWオンデマンドで先行生配信で放送したESPN制作のトップランク興行の放送は終了した。
2025年現在、生中継はアメリカのAmazon Prime Video制作のPBC興行（ペイ・パー・ビュー興行）が中心となっている。

## 放送日時
- WOWOWライブ・WOWOWオンデマンド・WOWSPO（Amazon Prime Videoチャンネル） - 月曜21:00 - 23:00、土曜8:00 - 10:00（再放送）
- WOWOWプラス - 木曜19:00 - 21:00

ABEMA de WOWSPOでの配信はなし。

## 出演者
- ジョー小泉（マッチメイカー）
- 浜田剛史（帝拳プロモーション代表。元WBC世界スーパーライト級王者）
- 高柳謙一（1998年3月まではWOWOWアナウンサー）
- 岡本桃香（WOWOW専属契約アナ、アシスタント。2025年4月-　）

回によって荻野仁美や渋佐和佳奈（ともにWOWOW専属契約アナ）が担当することがある。
- 飯田覚士（元WBA世界スーパーフライ級王者）
- 西岡利晃（WBC世界スーパーバンタム級名誉王者）
- 長谷川穂積（元WBC世界バンタム級・フェザー級・スーパーバンタム級王者）
- 亀海喜寛（元東洋太平洋ウェルター級王者）
- 赤平大（主に海外からの生中継時のスタジオ進行役として不定期出演）
- 鈴木健（日本テレビエグゼクティブアナウンサー。赤平同じくスタジオ進行役として不定期出演）

### 過去の出演者
- 中野知美
- 大澤亜季子
- 中島そよか（アシスタント。2009年春-2013年3月）
- 山藤美智（アシスタント。2013年4月-2016年3月）
- 吉年愛梨（アシスタント。2016年4月-2018年3月）
- 増田美香（アシスタント。2018年4月-2023年3月）
- 市場里奈（アシスタント。2023年4月-2025年3月）

## テーマ曲
- SKYSCRAPER（堀井勝美PROJECT）

## 備考
- 2025年5月5日（日本時間）にラスベガス・T-モバイル・アリーナで行われた井上尚弥 vs ラモン・カルデナスの4団体統一世界スーパーバンタム級タイトルマッチはAmazon Prime Videoでの生配信であったが、番組はWOWOWがプロデュースしており、当番組卒業後テレビ神奈川に移籍した増田美香が進行MCを務めた。